# Mareszka (Beskid Niski)
Mareszka – szczyt o wysokości 801 m n.p.m., wchodzący w skład masywu Magury Wątkowskiej w Beskidzie Niskim. Stoki góry opadają: na północ w stronę wsi Bartne, na południe – wsi Wołowiec, na wschód – wsi Świątkowa Wielka, zaś na północny wschód – doliny potoku Świerzówka, nad którym położona była nieistniejąca dziś wieś Świerzowa Ruska. Grzbietem Mareszki przebiega granica Magurskiego Parku Narodowego.

## Zagospodarowanie turystyczne
Na północnym stoku, przy  Głównym Szlaku Beskidzkim znajduje się Bacówka PTTK w Bartnem. Natomiast w Świątkowej Wielkiej w sezonie zimowym funkcjonuje wyciąg narciarski „Mareszka”.